# Marek Kabat
Marek Romuald Kabat (ur. 29 stycznia 1931 w Rogoźnie Wielkopolskim, zm. 13 sierpnia 2017 w Warszawie) – polski polityk, poseł na Sejm PRL V, VI i IX kadencji.

## Życiorys
Syn Mariana i Ireny. W 1953 ukończył studia z filologii polskiej na Katolickim Uniwersytecie Lubelskim i został kierownikiem oddziału redakcji „Słowa Powszechnego” w Białymstoku. W 1954 był sekretarzem Komisji Duchownych i Świeckich Działaczy Katolickich przy Froncie Narodowym w Białymstoku, a w 1957 objął funkcję sekretarza Wojewódzkiego Stowarzyszenia PAX w Białymstoku, a od 1959 w Katowicach. W 1985 został sekretarzem zarządu głównego Stowarzyszenia PAX (w zarządzie zasiadał od 1962).
W 1969 uzyskał mandat posła na Sejm PRL V kadencji w okręgu Chorzów z ramienia Stowarzyszenia PAX. Zasiadał w Komisji Spraw Wewnętrznych oraz w Komisji Wymiaru Sprawiedliwości. W 1972 i 1985 ponownie uzyskiwał mandat posła. Do Sejmu VI kadencji dostał się z okręgu Ostrów Wielkopolski, a do Sejmu IX kadencji z okręgu Łódź Śródmieście. W Sejmie VI kadencji zasiadał w Komisji Pracy i Spraw Socjalnych oraz w Komisji Spraw Wewnętrznych i Wymiaru Sprawiedliwości, a w Sejmie IX kadencji w Komisji Administracji, Spraw Wewnętrznych i Wymiaru Sprawiedliwości, Komisji Prac Ustawodawczych, Komisji Nadzwyczajnej do rozpatrzenia projektu ustawy o zmianach w organizacji naczelnych i centralnych organów administracji państwowej oraz w Komisji Nadzwyczajnej do rozpatrzenia projektu ustawy o zmianie Konstytucji Polskiej Rzeczypospolitej Ludowej. Radny Wojewódzkiej Rady Narodowej w Białymstoku i członek Rady Krajowej Patriotycznego Ruchu Odrodzenia Narodowego.
Dwukrotnie żonaty. Jego pierwszą żoną była Halina (zm. 1994), troje dzieci - Marek, Jan i Magdalena. Drugą żoną była Irena Wojtulewicz, związana z tygodnikiem „Zorza” wydawanym przez Stowarzyszenie PAX.
Pochowany na warszawskim cmentarzu w Pyrach.

## Odznaczenia
- Krzyż Kawalerski Orderu Odrodzenia Polski (1969)[3]
- Złoty Krzyż Zasługi
- Medal 30-lecia Polski Ludowej
- Medal 40-lecia Polski Ludowej
- Odznaka 1000-lecia Państwa Polskiego